# Europaspiele 2023/Teilnehmer (Luxemburg)
| Gelbes Symbol für Goldmedaillen mit stilisierten Olympischen Ringen | Graues Symbol für Silbermedaillen mit stilisierten Olympischen Ringen | Braundes Symbol für Bronzemedaillen mit stilisierten Olympischen Ringen |
| ------------------------------------------------------------------- | --------------------------------------------------------------------- | ----------------------------------------------------------------------- |
| —                                                                   | 1                                                                     | 1                                                                       |

Luxemburg nimmt an den Europaspielen 2023 in Krakau teil.

## Medaillengewinner
| Name/n           | Sportart       | Wettkampf                       |
| ---------------- | -------------- | ------------------------------- |
| Silber           |                |                                 |
| Vera Hoffmann    | Leichtathletik | 1500 m, Frauen                  |
| Bronze           |                |                                 |
| Jennifer Warling | Karate         | Kumite Frauen, Klasse bis 55 kg |

## Teilnehmer nach Sportarten

### Badminton
| Athleten       | Wettbewerb | Vorrunde   | Vorrunde                  | Vorrunde | Achtelfinale  | Achtelfinale      | Viertelfinale | Viertelfinale | Halbfinale    | Halbfinale    | Finale        | Finale        | Rang |
| Athleten       | Wettbewerb | Gegner     | Erg.                      | Rang     | Gegner        | Erg.              | Gegner        | Erg.          | Gegner        | Erg.          | Gegner        | Erg.          | Rang |
| -------------- | ---------- | ---------- | ------------------------- | -------- | ------------- | ----------------- | ------------- | ------------- | ------------- | ------------- | ------------- | ------------- | ---- |
| Frauen         |            |            |                           |          |               |                   |               |               |               |               |               |               |      |
| Kim Schmidt    | Einzel     | Polanc     | 2:1 (11:21, 21:6, 21:18)  | 2        | Marin         | 0:2 (9:21, 12:21) | ausgeschieden | ausgeschieden | ausgeschieden | ausgeschieden | ausgeschieden | ausgeschieden | =9   |
| Kim Schmidt    | Einzel     | Neudolt    | 2:1 (21:13, 13:21, 21:11) | 2        | Marin         | 0:2 (9:21, 12:21) | ausgeschieden | ausgeschieden | ausgeschieden | ausgeschieden | ausgeschieden | ausgeschieden | =9   |
| Kim Schmidt    | Einzel     | Blichfeldt | 0:2 (5:21, 6:21)          | 2        | Marin         | 0:2 (9:21, 12:21) | ausgeschieden | ausgeschieden | ausgeschieden | ausgeschieden | ausgeschieden | ausgeschieden | =9   |
| Männer         |            |            |                           |          |               |                   |               |               |               |               |               |               |      |
| Jérôme Pauquet | Einzel     | Zilberman  | 0:2 (8:21, 14:21)         | 4        | ausgeschieden | ausgeschieden     | ausgeschieden | ausgeschieden | ausgeschieden | ausgeschieden | ausgeschieden | ausgeschieden | =25  |
| Jérôme Pauquet | Einzel     | Barth      | 0:2 (17:21, 9:21)         | 4        | ausgeschieden | ausgeschieden     | ausgeschieden | ausgeschieden | ausgeschieden | ausgeschieden | ausgeschieden | ausgeschieden | =25  |
| Jérôme Pauquet | Einzel     | Krapež     | 0:2 (10:21, 12:21)        | 4        | ausgeschieden | ausgeschieden     | ausgeschieden | ausgeschieden | ausgeschieden | ausgeschieden | ausgeschieden | ausgeschieden | =25  |

### Boxen
| Athleten         | Wettbewerb                | 1. Runde | 1. Runde | 2. Runde    | 2. Runde | Achtelfinale  | Achtelfinale  | Viertelfinale | Viertelfinale | Halbfinale    | Halbfinale    | Finale        | Finale        | Rang |
| Athleten         | Wettbewerb                | Gegner   | Ergebnis | Gegner      | Ergebnis | Gegner        | Ergebnis      | Gegner        | Ergebnis      | Gegner        | Ergebnis      | Gegner        | Ergebnis      | Rang |
| ---------------- | ------------------------- | -------- | -------- | ----------- | -------- | ------------- | ------------- | ------------- | ------------- | ------------- | ------------- | ------------- | ------------- | ---- |
| Männer           |                           |          |          |             |          |               |               |               |               |               |               |               |               |      |
| Michel Erpelding | Schwergewicht (bis 92 kg) | —        | —        | Nanitzanian | RSC R3   | ausgeschieden | ausgeschieden | ausgeschieden | ausgeschieden | ausgeschieden | ausgeschieden | ausgeschieden | ausgeschieden | =17  |

### Fechten
| Athleten                                   | Wettbewerb       | Vorrunde | Vorrunde | 1. Runde      | 1. Runde      | 2. Runde      | 2. Runde      | 3. Runde      | 3. Runde      | Achtelfinale  | Achtelfinale  | Viertelfinale | Viertelfinale | Halbfinale    | Halbfinale    | Finale        | Finale        | Rang          |
| Athleten                                   | Wettbewerb       | S:N      | Rang     | Gegner        | Erg.          | Gegner        | Erg.          | Gegner        | Erg.          | Gegner        | Erg.          | Gegner        | Erg.          | Gegner        | Erg.          | Gegner        | Erg.          | Rang          |
| ------------------------------------------ | ---------------- | -------- | -------- | ------------- | ------------- | ------------- | ------------- | ------------- | ------------- | ------------- | ------------- | ------------- | ------------- | ------------- | ------------- | ------------- | ------------- | ------------- |
| Frauen                                     |                  |          |          |               |               |               |               |               |               |               |               |               |               |               |               |               |               |               |
| Anna Zens                                  | Degen            | 5:1      | 1        | —             | Poghossowa    | 15:5          | Veres         | 6:15          | ausgeschieden | ausgeschieden | ausgeschieden | ausgeschieden | ausgeschieden | ausgeschieden | ausgeschieden | ausgeschieden | ausgeschieden |               |
| Männer                                     |                  |          |          |               |               |               |               |               |               |               |               |               |               |               |               |               |               |               |
| Flavio Giannotte                           | Degen            | 4:2      | 3        | —             | Roque         | 13:15         | ausgeschieden | ausgeschieden | ausgeschieden | ausgeschieden | ausgeschieden | ausgeschieden | ausgeschieden | ausgeschieden | ausgeschieden | ausgeschieden | ausgeschieden |               |
| Benoît Omont                               | Degen            | 3:3      | 5        | —             | von der Osten | 7:15          | ausgeschieden | ausgeschieden | ausgeschieden | ausgeschieden | ausgeschieden | ausgeschieden | ausgeschieden | ausgeschieden | ausgeschieden | ausgeschieden | ausgeschieden |               |
| Niklas Prinz                               | Degen            | 0:5      | 6        | ausgeschieden | ausgeschieden | ausgeschieden | ausgeschieden | ausgeschieden | ausgeschieden | ausgeschieden | ausgeschieden | ausgeschieden | ausgeschieden | ausgeschieden | ausgeschieden | ausgeschieden | ausgeschieden | ausgeschieden |
| Flavio Giannotte Benoît Omont Niklas Prinz | Degen Mannschaft | —        | Dänemark | 29:45         | ausgeschieden | ausgeschieden | ausgeschieden | ausgeschieden | ausgeschieden | ausgeschieden | ausgeschieden | ausgeschieden | ausgeschieden |               |               |               |               |               |

### Karate

#### Kumite
| Athleten         | Wettbewerb       | Gruppenphase | Gruppenphase | Gruppenphase | Gruppenphase | Gruppenphase | Gruppenphase | Gruppenphase | Halbfinale | Halbfinale | Finale        | Finale        | Rang   |
| Athleten         | Wettbewerb       | Gegner       | Ergebnis     | Gegner       | Ergebnis     | Gegner       | Ergebnis     | Rang         | Gegner     | Ergebnis   | Gegner        | Ergebnis      | Rang   |
| ---------------- | ---------------- | ------------ | ------------ | ------------ | ------------ | ------------ | ------------ | ------------ | ---------- | ---------- | ------------- | ------------- | ------ |
| Frauen           |                  |              |              |              |              |              |              |              |            |            |               |               |        |
| Jennifer Warling | Kumite bis 55 kg | Kerner       | 5:2          | Goranowa     | 0:0          | Sagidova     | 3:2          | 2            | Terliuga   | 0:2        | ausgeschieden | ausgeschieden | Bronze |

### Leichtathletik
| Team      | Wettbewerb  | Wettbewerb | Punkte | Punkte | Punkte | Punkte | Punkte | Punkte | Punkte     | Punkte    | Punkte    | Punkte      | Punkte           | Punkte      | Punkte    | Punkte     | Punkte     | Punkte         | Punkte     | Punkte     | Punkte     | Punkte | Rang |
| Team      | Wettbewerb  | Wettbewerb | 100 m  | 200 m  | 400 m  | 800 m  | 1500 m | 5000 m | 110 m Hü.* | 400 m Hü. | 4 × 100 m | 4 × 400 m** | 3000 m Hindernis | Kugelstoßen | Speerwurf | Hammerwurf | Diskuswurf | Stabhochsprung | Hochsprung | Dreisprung | Weitsprung | Gesamt | Rang |
| --------- | ----------- | ---------- | ------ | ------ | ------ | ------ | ------ | ------ | ---------- | --------- | --------- | ----------- | ---------------- | ----------- | --------- | ---------- | ---------- | -------------- | ---------- | ---------- | ---------- | ------ | ---- |
| Luxemburg | 2. Division | Männer     | 2      | 4      | 2      | 7      | 15     | 10     | 11         | 0         | 4         | 3           | 11               | 12          | 1         | 2          | 9          | 5              | 6          | 3          | 3          | 198    | 15   |
| Luxemburg | 2. Division | Frauen     | 16     | 15     | 4      | 4      | 15     | 3      | 6          | 5         | 0         | 3           | 4                | 2           | 6         | 3          | 1          | 0              | 2          | —          | 2          | 198    | 15   |

* Die Frauen treten über 100 m Hürden, statt 110 m Hürden an.
** Die 4 × 400 m sind ein Mixed-Wettkampf.

#### Einzelresultate
| Wettbewerb       | Männer                                                    | Männer          | Männer | Männer      | Frauen                                                                | Frauen          | Frauen         | Frauen         |
| Wettbewerb       | Athlet                                                    | Ergebnis        | Rang   | Rang Gesamt | Athletin                                                              | Ergebnis        | Rang           | Rang Gesamt    |
| ---------------- | --------------------------------------------------------- | --------------- | ------ | ----------- | --------------------------------------------------------------------- | --------------- | -------------- | -------------- |
| 100 m            | Pol Bidaine                                               | 10,93 s SB      | 15     | 38          | Patrizia van der Weken                                                | 11,24 m         | 01             | 04             |
| 200 m            | David Wallig                                              | 21,55 s         | 13     | 34          | Patrizia van der Weken                                                | 23,19 s NR      | 02             | 10             |
| 400 m            | Philippe Hilger                                           | 48,27 s PB      | 15     | 37          | Fanny Arendt                                                          | 56,39 s SB      | 13             | 34             |
| 800 m            | Mathis Espagnet                                           | 1:49,75 min     | 10     | 26          | Charline Mathias                                                      | 2:08,73 min SB  | 13             | 34             |
| 1500 m           | Charles Grethen                                           | 3:41,76 min     | 02     | 13          | Vera Hoffmann                                                         | 4:08,78 min     | 02             | Silber         |
| 5000 m           | Bob Bertemes                                              | 14:07,50 min PB | 07     | 16          | Saskia Daguenet                                                       | 17:52,09 min SB | 14             | 36             |
| 110/100 m Hürden | François Grailet                                          | 13,99 s SB      | 06     | 19          | Victoria Rausch                                                       | 13,51 s         | 11             | 25             |
| 400 m Hürden     | David Friederich                                          | DSQ             | DSQ    | DSQ         | Charline Lefevre                                                      | 1:02,11 min PB  | 12             | 31             |
| 3000 m Hindernis | Gil Weicherding                                           | 8:56,89 min SB  | 06     | 25          | Jenny Gloden                                                          | 11:06,34 min PB | 13             | 35             |
| 4 × 100 m        | François Grailet Pol Bidaine Oliver Boussong David Wallig | 40,98 s NR      | 13     | 27          | Soraya De Sousa Moreira Laurence Jones Victoria Rausch Sandrine Rossi | DSQ             | DSQ            | DSQ            |
| Kugelstoßen      | Bob Bertemes                                              | 19,42 m         | 05     | 15          | Stéphanie Krumlovsky                                                  | 13,09 m         | 15             | 36             |
| Speerwurf        | Max Wagner                                                | 45,18 m SB      | 16     | 41          | Noémie Pleimling                                                      | 46,60 m         | 11             | 28             |
| Hammerwurf       | Steve Weiwert                                             | 46,90 m PB      | 15     | 37          | Isabeau Pleimling                                                     | 48,28 m         | 14             | 38             |
| Diskuswurf       | Bob Bertemes                                              | 59,01 m         | 08     | 17          | Stéphanie Krumlovsky                                                  | 36,61 m         | 16             | 38             |
| Stabhochsprung   | Joe Seil                                                  | 4,50 m SB       | 12     | 31          | Sofia Vavakou                                                         | NM              | NM             | NM             |
| Hochsprung       | Charel Gaspar                                             | 2,02 m          | 11     | 28          | Mia Bourscheid                                                        | 1,61 m          | 15             | 36             |
| Dreisprung       | Louis Muller                                              | 14,41 m PB      | 14     | 32          | keine Athletin                                                        | keine Athletin  | keine Athletin | keine Athletin |
| Weitsprung       | Louis Muller                                              | 6,97 m PB       | 14     | 37          | Soraya De Sousa Moreira                                               | 5,43 m          | 15             | 38             |

| Wettbewerb | Mixed                                                         | Mixed          | Mixed | Mixed       |
| Wettbewerb | Athleten                                                      | Ergebnis       | Rang  | Rang Gesamt |
| ---------- | ------------------------------------------------------------- | -------------- | ----- | ----------- |
| 4 × 400 m  | Olivier Juncker Fanny Arendt Philippe Hilger Charline Mathias | 3:29,34 min SB | 14    | 33          |

Ersatz: Yaara Puraye, Jory Teixeira

### Schießen
| Athleten                | Wettbewerb | Qualifikation   | Qualifikation | Halbfinale      | Halbfinale    | Finale          | Finale        | Rang          |
| Athleten                | Wettbewerb | Ringe/ Scheiben | Rang          | Ringe/ Scheiben | Rang          | Ringe/ Scheiben | Rang          | Rang          |
| ----------------------- | ---------- | --------------- | ------------- | --------------- | ------------- | --------------- | ------------- | ------------- |
| Frauen                  |            |                 |               |                 |               |                 |               |               |
| Lena Bidoli             | Trap       | 103             | 30            | ausgeschieden   | ausgeschieden | ausgeschieden   | ausgeschieden | ausgeschieden |
| Männer                  |            |                 |               |                 |               |                 |               |               |
| Lyndon Sosa             | Trap       | 114             | 28            | ausgeschieden   | ausgeschieden | ausgeschieden   | ausgeschieden | ausgeschieden |
| Mixed                   |            |                 |               |                 |               |                 |               |               |
| Lena Bidoli Lyndon Sosa | Trap       | 123             | 21            | ausgeschieden   | ausgeschieden | ausgeschieden   | ausgeschieden | ausgeschieden |

### Taekwondo
| Athleten       | Wettbewerb                | Achtelfinale | Achtelfinale | Viertelfinale | Viertelfinale | Halbfinale    | Halbfinale    | Hoffnungsrunde | Hoffnungsrunde | Finale        | Finale        | Rang          |
| Athleten       | Wettbewerb                | Gegner       | Erg.         | Gegner        | Erg.          | Gegner        | Erg.          | Gegner         | Erg.           | Gegner        | Erg.          | Rang          |
| -------------- | ------------------------- | ------------ | ------------ | ------------- | ------------- | ------------- | ------------- | -------------- | -------------- | ------------- | ------------- | ------------- |
| Frauen         |                           |              |              |               |               |               |               |                |                |               |               |               |
| Isabelle Faber | Weltergewicht (bis 67 kg) | Perišić      | 0:2          | ausgeschieden | ausgeschieden | ausgeschieden | ausgeschieden | Jiránková      | 0:2            | ausgeschieden | ausgeschieden | ausgeschieden |

### Tischtennis
| Athleten                                     | Wettbewerb | 1. Runde | 1. Runde | 2. Runde | 2. Runde | 3. Runde      | 3. Runde      | Achtelfinale  | Achtelfinale  | Viertelfinale | Viertelfinale | Halbfinale    | Halbfinale    | Finale/Spiel um Platz 3 | Finale/Spiel um Platz 3 | Rang          |
| Athleten                                     | Wettbewerb | Gegner   | Ergebnis | Gegner   | Ergebnis | Gegner        | Ergebnis      | Gegner        | Ergebnis      | Gegner        | Ergebnis      | Gegner        | Ergebnis      | Gegner                  | Ergebnis                | Rang          |
| -------------------------------------------- | ---------- | -------- | -------- | -------- | -------- | ------------- | ------------- | ------------- | ------------- | ------------- | ------------- | ------------- | ------------- | ----------------------- | ----------------------- | ------------- |
| Frauen                                       |            |          |          |          |          |               |               |               |               |               |               |               |               |                         |                         |               |
| Sarah de Nutte                               | Einzel     | —        | —        | Toftaker | 4:1      | Bajor         | 2:4           | ausgeschieden | ausgeschieden | ausgeschieden | ausgeschieden | ausgeschieden | ausgeschieden | ausgeschieden           | ausgeschieden           | ausgeschieden |
| Ni Xia Lian                                  | Einzel     | —        | —        | —        | —        | Pavade        | 2:4           | ausgeschieden | ausgeschieden | ausgeschieden | ausgeschieden | ausgeschieden | ausgeschieden | ausgeschieden           | ausgeschieden           | ausgeschieden |
| Sarah de Nutte Tessy Gonderinger Ni Xia Lian | Mannschaft | —        | —        | —        | —        | —             | —             | Ukraine       | 2:3           | ausgeschieden | ausgeschieden | ausgeschieden | ausgeschieden | ausgeschieden           | ausgeschieden           | ausgeschieden |
| Männer                                       |            |          |          |          |          |               |               |               |               |               |               |               |               |                         |                         |               |
| Eric Glod                                    | Einzel     | —        | —        | Nuytinck | 0:4      | ausgeschieden | ausgeschieden | ausgeschieden | ausgeschieden | ausgeschieden | ausgeschieden | ausgeschieden | ausgeschieden | ausgeschieden           | ausgeschieden           | ausgeschieden |
| Luka Mladenovic                              | Einzel     | —        | —        | Ionescu  | 0:4      | ausgeschieden | ausgeschieden | ausgeschieden | ausgeschieden | ausgeschieden | ausgeschieden | ausgeschieden | ausgeschieden | ausgeschieden           | ausgeschieden           | ausgeschieden |
| Mixed                                        |            |          |          |          |          |               |               |               |               |               |               |               |               |                         |                         |               |
| Ni Xia Lian Luka Mladenovic                  | Doppel     | —        | —        | —        | —        | —             | —             | Mittelham Qiu | 1:3           | ausgeschieden | ausgeschieden | ausgeschieden | ausgeschieden | ausgeschieden           | ausgeschieden           | ausgeschieden |

### Triathlon
| Athleten                                              | Wettbewerb | Zeit    | Rang |
| ----------------------------------------------------- | ---------- | ------- | ---- |
| Männer                                                |            |         |      |
| Bob Haller                                            | Einzel     | DNF     | DNF  |
| Gregor Payet                                          | Einzel     | 1:49:24 | 26   |
| Mixed                                                 |            |         |      |
| Gregor Payet Jeanne Lehair Lucas Cambresy Eva Daniels | Staffel    | 1:09:21 | 11   |